# سنتز فریدلندر
سنتز فریدلندر(به انگلیسی: Friedländer synthesis) یک واکنش شیمیایی بین ۲-آمینوبنزآلدهیدها  با کتون‌ها برای تشکیل مشتقات کینولین است. این واکنش به افتخار شیمی‌دان آلمانی پاول فریدلندر (۱۸۵۷–۱۹۲۳) نامگذاری شده‌است.
این واکنش توسط تری‌فلورواستیک اسید،  پی-تولوئن‌سولفونیک اسید،  ید،  و اسیدهای لوییس کاتالیز می‌شود.